# Clifton (Virginia)
Clifton es una localidad del Condado de Fairfax, Virginia, Estados Unidos. Según el censo de 2000 tenía una población de 185 habitantes y una densidad de población de 274.7 hab/km².

## Demografía
Según el censo de 2000, había 185 personas, 67 hogares y 52 familias residiendo en la localidad. La densidad de población era de 274,7 hab./km². Había 70 viviendas con una densidad media de 104,0 viviendas/km². El 98,92% de los habitantes eran blancos, el 0,54% asiáticos, el 0,54% de otras razas y el 0,00% pertenecía a dos o más razas. El 0,54% de la población eran hispanos o latinos de cualquier raza.
Según el censo, de los 67 hogares en el 40,3% había menores de 18 años, el 68,7% pertenecía a parejas casadas, el 6,0% tenía a una mujer como cabeza de familia y el 20,9% no eran familias. El 13,4% de los hogares estaba compuesto por un único individuo y el 3,0% pertenecía a alguien mayor de 65 años viviendo solo. El tamaño promedio de los hogares era de 2,76 personas y el de las familias de 3,06.
La población estaba distribuida en un 23,2% de habitantes menores de 18 años, un 7,6% entre 18 y 24 años, un 32,4% de 25 a 44, un 32,4% de 45 a 64 y un 4,3% de 65 años o mayores. La media de edad era 37 años. Por cada 100 mujeres había 134,2 hombres. Por cada 100 mujeres de 18 años o más, había 125,4 hombres.

## Geografía
Según la Oficina del Censo de los Estados Unidos, la localidad tiene un área total de 0,7 km², todos ellos correspondientes a tierra firme.